# Thalassomya maritima
Thalassomya maritima är en tvåvingeart som först beskrevs av Wirth 1947.  Thalassomya maritima ingår i släktet Thalassomya och familjen fjädermyggor. Inga underarter finns listade i Catalogue of Life.